# Lahamu
Lahamu a mezopotámiai mitológia isteni nőnemű víziszörnye, férfi párjával, testvérével és férjével, Lahmuval együtt az első istenpár, az őselemek, Abzu és Tiamat gyermeke. Lahmu és Lahamu gyermeke Ansar és Kisar, tőlük származik az összes többi isten. Önálló kultuszuk – templomuk, városuk – nem volt.
Lahamut kígyó alakban ábrázolták, vagy mint nőt vörös szalaggal, haján hat csavarodással. Mivel anyja, Tiamat a sós víz, a tenger, apja, Abzu pedig az édesvíz, köztük a folyók megtestesítője volt, szimbolikusan az Eufrátesz torkolatánál a tengerben levő hordalékszigeteket Lahmu és Lahamu néven illették.

## Fordítás
- Ez a szócikk részben vagy egészben  a   Lahamu című angol Wikipédia-szócikk fordításán alapul.  Az eredeti cikk szerkesztőit annak laptörténete sorolja fel. Ez a jelzés csupán a megfogalmazás eredetét és a szerzői jogokat jelzi, nem szolgál a cikkben szereplő információk forrásmegjelöléseként.